# Björn Goop
Björn Olov Goop, född 13 oktober 1976 i Mölndal i Göteborgs och Bohus län, är en svensk travkusk och travtränare. Han räknas som en av Sveriges och världens bästa travkuskar och driver Stall Goop i Kil i Värmlands län, fram till sin far Olle Goops död 2022 tillsammans med denne. Goop är med över 8000 segrar (juni 2024) den segerrikaste kusken från Sverige genom tiderna, en titel hans far hade fram till 2018.
Goop har tränat/tränar stjärnhästar som Conny Nobell, Quarcio du Chene, Mister J.P., Your Highness, Reckless, Sauveur, Mellby Free, Nadal Broline, Dreammoko, Eagle Eye Sherry, Moni Viking, Diamanten, Rotate och San Moteur. Hans vinstrikaste häst idag (2022) är Diamanten.
Han anlitas även flitigt som kusk (catch driver) av andra tränare/ägare och han har då fått köra stjärnhästar som Timoko, Readly Express, Bold Eagle, Face Time Bourbon, Ecurie D., Cleangame, Oasis Bi och Thai Tanic. Av dessa är han främst förknippad med Timoko, som han bland annat vann Elitloppet två gånger med (2014 och 2017). Goops hittills största segrar är vinsterna i världens största travlopp, Prix d'Amérique, 2018 med Readly Express tränad av Timo Nurmos, samt 2020 och 2021 med Face Time Bourbon tränad av Sébastien Guarato.
Björn Goop har representerat Sverige i World Driving Championship vid fem tillfällen.

## Karriär

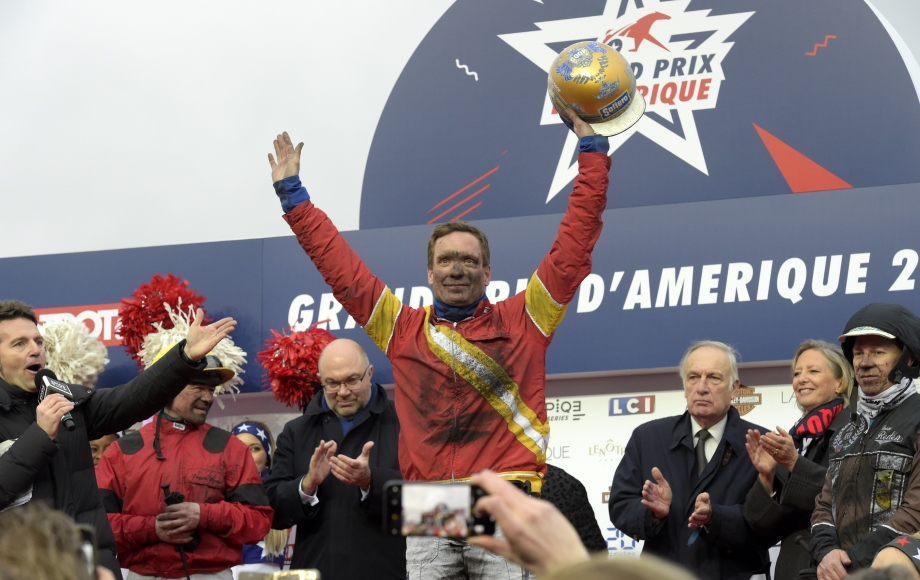
Björn Goop efter segern i Prix d'Amérique 2018 med Readly Express.

### Tidig karriär och segerantal
Björn Goop vann sitt första travlopp 1994 på Axevalla travbana med hästen Scotch Ville. Han har sedan dess etablerat sig som en av Sveriges och världens mest framgångsrika travkuskar. Goop körde mellan åren 2003–2007 in drygt 131 miljoner kronor och tog under perioden över 1 500 segrar. Redan 2003 hade han passerat 1 000 vunna lopp totalt och i februari 2006 blev han den yngste travkusken någonsin att passera 2 000 segrar.
I mars 2008 tog Goop sin 3 000:e seger, även det som den yngste kusken genom tiderna och 15 år yngre än när hans far Olle nådde samma resultat. I samband med Goops två segrar på Mantorptravet den 8 oktober 2018 blev han den segerrikaste kusken från Sverige genom tiderna, en titel han nu övertog från pappa Olle. Ett år senare, i oktober 2019, tog Goop sin 7 000:e seger i karriären då han vann ett lopp med Reverend Wine på Solvalla.

### Storloppssegrar
Björn Goop har tagit sina penningmässigt största segrar i världens största travlopp, Prix d'Amérique 2018 (med Readly Express, tränad av Timo Nurmos) samt 2020 och 2021 (med Face Time Bourbon, tränad av Sébastien Guarato). Hans näst största segrar har han tagit i Elitloppet på Solvalla, först i 2006 års upplaga med den egentränade hästen Conny Nobell och senare åren 2014 och 2017 med Timoko. Tillsammans med Timoko har han även kommit på andraplats i 2016 års upplaga av Prix d'Amérique. Goop och Timoko har även segrat i stora lopp som Prix de France (2015) och Prix de Bourgogne (2016) på Vincennesbanan i Paris.
Den 29 november 2014 på Jägersro segrade Goop både som tränare och kusk i Svensk Uppfödningslöpning för första gången i karriären med hästen Mister J.P. Drygt ett år senare, den 27 september 2015, var ekipaget även trea bakom Readly Express i Svenskt Trav-Kriterium på Solvalla. Mister J.P. är en av de mest framgångsrika hästar som Goop tränat med 9 segrar på 10 starter. Andra framgångsrika hästar som Goop tränat är bland andra Conny Nobell, Quarcio du Chene och Your Highness. Med Conny Nobell tog han en trippel i Sveriges tre mest prestigefyllda lopp – Svenskt Trav-Kriterium (2004), Svenskt Travderby (2005) och Elitloppet (2006). Ekipaget segrade även i stora lopp som Breeders' Crown (2004) och Grand Prix l'UET (2005). Totalt sprang Conny Nobell in 13,9 miljoner kronor, vilket gör honom till Goops genom tiderna vinstrikaste häst.
Den 15 april 2022 satte Goop nytt absolut banrekord på Färjestadstravet med hästen San Moteur då de vann Prins Carl Philips Jubileumspokal från utvändigt om ledaren.

### Frankrike
I ett lopp den 30 december 2017 under det franska vintermeetinget på Vincennesbanan utanför Paris var Goop inblandad i en olycka. Han körde Alfas da Vinci (tränad av Joakim Lövgren) då ekipaget krockade med Call Me Keeper och Pierre Vercruysse. Alfas da Vinci bröt benet och man tvingades avliva honom på plats.
Den 28 januari 2018 deltog Goop i Prix d'Amérique som kusk till hästen Readly Express, tränad av Timo Nurmos. Loppet vanns efter en stenhård duell över upploppet med den franska hästen Bold Eagle och Goop blev därmed den sjätte svenska kusken att vinna loppet. Han och Örjan Kihlström (2014) är dessutom de enda två svenska kuskar som lyckats segra i loppet under 2000-talet. Goop har därefter tagit ytterligare två segrar i Prix d'Amérique, då som kusk till Face Time Bourbon, 2020 och 2021, vilket gör honom till den enda svenska kusk som vunnit loppet tre gånger.

#### Franska stjärnhästar
Goop har fått chansen som kusk till flera franska storstjärnor, såsom Timoko, Bold Eagle och Face Time Bourbon. Han kör mycket för Sébastien Guaratos stall.
Han skulle få chansen att köra Bold Eagle, en av världens bästa travhästar, för första gången i Prix de Bretagne den 19 november 2017 på Vincennesbanan i Paris, då ordinarie kusken Franck Nivard hade ryggproblem. Hästen ströks dock innan loppet på grund av hovböld. Goop blev på nytt aktuell som ny kusk bakom Bold Eagle efter att denne placerat sig sist i Grand Critérium de Vitesse. Hästen var anmäld till Prix de l'Atlantique i april på Hippodrome d'Enghien-Soisy, ett lopp han vunnit både 2017 och 2018, men dagen innan loppet ströks han på grund av dåliga blodvärden och Goop fick åter igen vänta på sin debut med Bold Eagle. Den kom till sist 15 maj 2019 då ekipaget slutade på andraplats i Prix des Ducs de Normandie efter segrande Aubrion du Gers.
Goop har därefter kört franska stjärnhästen Face Time Bourbon i nästan alla dennes starter fram till våren 2021. Då Goop valde att köra Face Time Bourbon i 2020 års Prix d'Amérique blev Éric Raffin ordinarie kusk till Bold Eagle. Goop och Face Time Bourbon vann senare loppet före Davidson du Pont och Belina Josselyn. Goop segrade även i 2021 års Prix d'Amérique med Face Time Bourbon. I det därpå följande loppet, 2021 års upplaga av Prix de France, kom ekipaget på andra plats vilket gjorde att Goop ersattes som ordinarie kusk.

## Kontroverser
I mars 2020 körde Goop tre hästar åt den danska tränaren Bo Westergaard som tidigare varit avstängd för doping i två år. Goops val väckte uppståndelse bland annat på sociala medier. Goop poängterade att han inte stod bakom eller skyddade någon samt att han menade att Westergaard hade avtjänat sitt straff och lärt sig av det.
Goop uppmärksammades även då han tog emot hästen Vivid Wise As inför 2020 års upplaga av Elitloppet, som tidigare tränats av Alessandro Gocciadoro. Då Gocciadoro blivit uppmärksammad för felaktiga drivningar flyttades hästen till Goops träning, och fick därmed behålla sin Elitloppsinbjudan. Efter starten i Elitloppet flyttades Vivid Wise As tillbaka till Gocciadoro.

## Allsvensk kuskchampion
Goop blev allsvensk kuskchampion samtliga säsonger mellan åren 2004–2015. När han tog hem det allsvenska kuskchampionatet säsongen 2015 blev han den förste kusken genom historien att nå tolv raka allsvenska kuskchampionat. Goop körde i guldfärgad hjälm under dessa år, då denne indikerade att han blivit allsvensk kuskchampion. Goop valde inför säsongen 2016 att sluta köra i guldhjälmen och auktionera ut den. Hjälmen såldes för 100 100 kronor på auktionssidan Tradera. I början av säsongen körde Goop i blå hjälm. På hästgalan 2016 meddelade Svensk Travsport att guldhjälmen ska pensioneras, och de erbjöd Goop att permanent köra i guldhjälmen.
Goop innehar även det svenska rekordet gällande antal kusksegrar under en och samma säsong med 501 segrar, vilket han gjorde 2006.

## Språk
Goop talar förutom svenska och engelska även franska och tyska flytande. Han förstår även en del italienska. Han blev som barn tvingad av sin mor att lära sig franska, då hans far drömde om att träna hästar i Frankrike. Att han talar språket flytande har hjälpt honom komma in i den franska travsporten.

## Deltagande i större lopp

### Prix d'Amérique
| Deltagande i Prix d'Amérique | Deltagande i Prix d'Amérique | Deltagande i Prix d'Amérique | Deltagande i Prix d'Amérique |
| År                           | Häst                         | Tränare                      | Resultat                     |
| ---------------------------- | ---------------------------- | ---------------------------- | ---------------------------- |
| 2012                         | Iceland                      | Stefan Melander              | oplacerad                    |
| 2013                         | Quarcio du Chene             | Björn Goop                   | oplacerad                    |
| 2015                         | Timoko                       | Richard Westerink            | 3                            |
| 2016                         | Timoko                       | Richard Westerink            | 2                            |
| 2017                         | Timoko                       | Richard Westerink            | oplacerad                    |
| 2018                         | Readly Express               | Timo Nurmos                  | 1                            |
| 2019                         | Readly Express               | Timo Nurmos                  | 3                            |
| 2020                         | Face Time Bourbon            | Sébastien Guarato            | 1                            |
| 2021                         | Face Time Bourbon            | Sébastien Guarato            | 1                            |

### Elitloppet

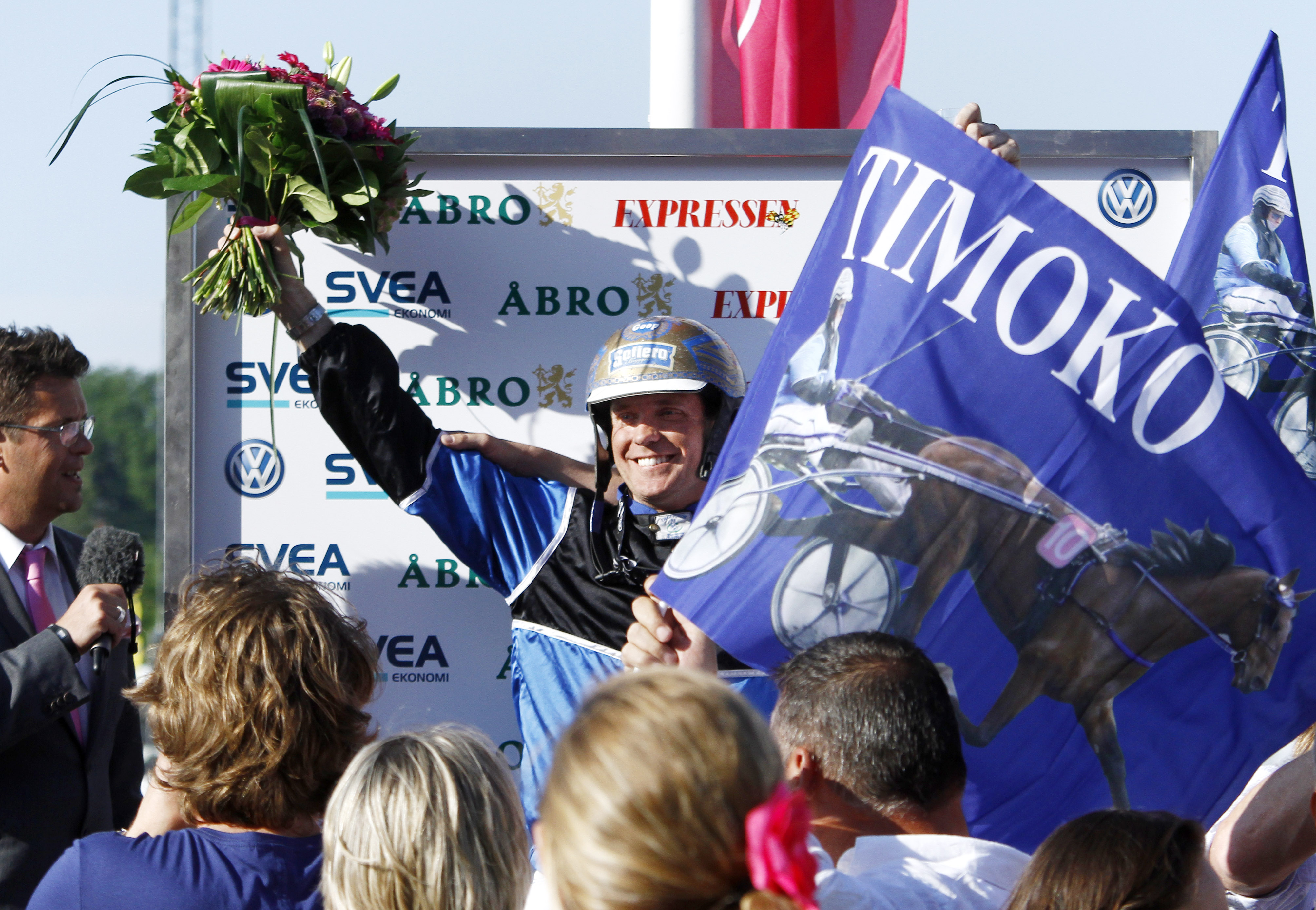
Goop firar segern i Elitloppet 2014 på Solvalla med Timoko.

Björn Goop har kört 19 upplagor av Elitloppet på Solvalla (2000, 2006–2021, 2023, 2024). Han har kvalificerat sig för finalen vid 17 av dessa 19 tillfällen. Han har vunnit loppet tre gånger (2006 med Conny Nobell, 2014 och 2017 med Timoko) och har tagit pallplaceringar i upplagorna 2008, 2012, 2016 och 2024.
Han körde sin första upplaga av Elitloppet med då egentränade Gidde Palema den 28 maj 2000 med vilken han slutade oplacerad med i försöksloppet. Han vann Elitloppet för första gången i karriären 2006, som kusk och tränare till Conny Nobell; detta dock först efter att ettan i mål, Jag de Bellouet, samt tvåan Lets Go visat positiva dopingprov.
Goop vann loppet för andra gången i karriären 2014, nu som kusk till Richard Westerink-tränade Timoko, med vilken han även vann loppet för tredje gången 2017 – då på tiden 1.09,0 vilket vid tillfället var den snabbaste segertiden i tävlingens historia.
I 2019 års upplaga startade Björn Goop och Readly Express i det första kvalheatet från spår 7. Tillsammans vann de loppet på segertiden 1.10,2, och kvalificerade sig därmed till finalheatet. Inför finalen visade dock hästen upp en halt provstart och fick efter kontroll från banveterinären strykas från finalloppet. Han hyllades av hela Solvalla och fick motta publikens jubel innan han körde av banan. Goop var märkbart ledsen, men tyckte att beslutet var rätt och att hästen skulle få avsluta karriären som en champion.
I 2020 års upplaga körde Goop hästen Vivid Wise As. Hästen var den första att bjudas in till loppet, detta efter sin seger i Grand Critérium de Vitesse den 8 mars då han kördes av tränaren Alessandro Gocciadoro. Efter att denne blivit uppmärksammad för felaktiga drivningar flyttades hästen till Goops träning, och fick därmed behålla sin Elitloppsinbjudan. I loppet galopperade hästen tidigt i sitt försöksheat och kvalificerade sig inte till final. Därpå flyttades Vivid Wise As tillbaka till träning under Gocciadoro.
| Deltagande i Elitloppets final | Deltagande i Elitloppets final | Deltagande i Elitloppets final | Deltagande i Elitloppets final |
| År                             | Häst                           | Tränare                        | Resultat                       |
| ------------------------------ | ------------------------------ | ------------------------------ | ------------------------------ |
| 2006                           | Conny Nobell                   | Olle Goop                      | 1                              |
| 2007                           | Thai Tanic                     | Olle Goop                      | 4                              |
| 2008                           | Oiseau de Feux                 | Fabrice Souloy                 | 2                              |
| 2009                           | Sahara Dynamite                | Timo Nurmos                    | oplacerad                      |
| 2010                           | Quarcio du Chene               | Björn Goop                     | diskvalificerad                |
| 2011                           | Arch Madness                   | Trond Smedshammer              | oplacerad                      |
| 2012                           | Classic Grand Cru              | Steen Juul                     | 3                              |
| 2013                           | Formula One                    | Reijo Liljendahl               | oplacerad                      |
| 2014                           | Timoko                         | Richard Westerink              | 1                              |
| 2015                           | Timoko                         | Richard Westerink              | oplacerad                      |
| 2016                           | Timoko                         | Richard Westerink              | 3                              |
| 2017                           | Timoko                         | Richard Westerink              | 1                              |
| 2018                           | Dreammoko                      | Richard Westerink              | 4                              |
| 2019                           | Readly Express                 | Timo Nurmos                    | struken inför finalen          |
| 2021                           | Moni Viking                    | Björn Goop                     | 5                              |
| 2023                           | San Moteur                     | Björn Goop                     | 2                              |
| 2024                           | Denver Gio                     | Alessandro Gocciadoro          | 3                              |

## Segrar i större lopp

### Grupp 1-lopp
| År   | Lopp                                       | Häst                | Tränare             |
| ---- | ------------------------------------------ | ------------------- | ------------------- |
| 1997 | Stochampionatet                            | Carolinas Mystic    | Olle Goop           |
| 1997 | Breeders' Crown, 4-åriga ston              | Birgitta Palema     | Olle Goop           |
| 1997 | Svenskt Trav-Kriterium                     | Sans Peur           | Olle Goop           |
| 2000 | Stochampionatet                            | Sweet As Candy      | Lars-Eric Magnusson |
| 2003 | Svensk Uppfödningslöpning                  | Even Who            | Svante Båth         |
| 2004 | E3-final (korta), hingstar/valacker        | Conny Nobell        | Björn Goop          |
| 2004 | Svenskt Trav-Kriterium                     | Conny Nobell        | Björn Goop          |
| 2004 | Breeders' Crown, 3-åriga hingstar/valacker | Conny Nobell        | Björn Goop          |
| 2004 | Breeders' Crown, 4-åriga hingstar/valacker | Makhtoub Jet        | Olle Goop           |
| 2005 | Konung Gustaf V:s Pokal                    | Conny Nobell        | Björn Goop          |
| 2005 | E3-final (långa), ston                     | Joy Ås              | Olle Goop           |
| 2005 | Sundsvall Open Trot                        | Spring Ray          | Håkan Olofsson      |
| 2005 | Svenskt Travderby                          | Conny Nobell        | Björn Goop          |
| 2005 | Grand Prix l’UET                           | Conny Nobell        | Björn Goop          |
| 2005 | Gran Premio Freccia d'Europa               | Smashing Victory    | Olle Goop           |
| 2005 | Breeders' Crown, 3-åriga ston              | Joy Ås              | Olle Goop           |
| 2006 | Olympiatravet                              | Thai Tanic          | Olle Goop           |
| 2006 | Elitloppet                                 | Conny Nobell        | Björn Goop          |
| 2006 | E3-final (korta), ston                     | Tigger              | Olle Goop           |
| 2006 | Gran Premio Campionato Europeo             | Smashing Victory    | Olle Goop           |
| 2006 | Svenskt Trav-Oaks                          | Early Southwind     | Timo Nurmos         |
| 2008 | Breeders' Crown, 3-åriga hingstar/valacker | Yield Boko          | Timo Nurmos         |
| 2009 | Breeders' Crown, 4-åriga hingstar/valacker | Yield Boko          | Timo Nurmos         |
| 2009 | Svenskt Trav-Oaks                          | Pebbly              | Olle Goop           |
| 2010 | Finlandialoppet                            | Quarcio du Chene    | Björn Goop          |
| 2010 | Europeiskt championat för ston             | Save The Quick      | Franck Leblanc      |
| 2010 | Europeiskt femåringschampionat             | Yield Boko          | Timo Nurmos         |
| 2010 | Europeiskt treåringschampionat             | Muscles Wiking B.R. | Björn Goop          |
| 2010 | Norskt Travkriterium                       | Muscles Wiking B.R. | Björn Goop          |
| 2011 | Copenhagen Cup                             | Libeccio Grif       | Marco Smorgon       |
| 2011 | Oslo Grand Prix                            | Arch Madness        | Trond Smedshammer   |
| 2011 | Norskt Travderby                           | Muscles Wiking B.R. | Björn Goop          |
| 2012 | Finlandialoppet                            | Sebastian K.        | Lutfi Kolgjini      |
| 2012 | Breeders' Crown, 3-åriga hingstar/valacker | Barracuda River     | Lutfi Kolgjini      |
| 2012 | Breeders' Crown, 4-åriga ston              | Miss Beniss         | Timo Nurmos         |
| 2013 | E3-final (korta), hingstar/valacker        | Tiberius F.         | Helena Burman       |
| 2014 | Prix de France                             | Noras Bean          | Ulf Stenströmer     |
| 2014 | Elitloppet                                 | Timoko              | Richard Westerink   |
| 2014 | Kymi Grand Prix                            | Timoko              | Richard Westerink   |
| 2014 | Danskt Travderby                           | Tumble Dust         | Tomas Malmqvist     |
| 2014 | Breeders' Crown, 3-åriga hingstar/valacker | Psycho              | Björn Goop          |
| 2014 | Svensk Uppfödningslöpning                  | Mister J.P.         | Björn Goop          |
| 2014 | Critérium Continental                      | Tumble Dust         | Tomas Malmqvist     |
| 2015 | Prix de France                             | Timoko              | Richard Westerink   |
| 2015 | Grand Critérium de Vitesse                 | Timoko              | Richard Westerink   |
| 2015 | Breeders' Crown, 3-åriga hingstar/valacker | Pacific Broline     | Björn Goop          |
| 2016 | Grand Critérium de Vitesse                 | Timoko              | Richard Westerink   |
| 2016 | Olympiatravet                              | Your Highness       | Fabrice Souloy      |
| 2016 | Drottning Silvias Pokal                    | Princess Face       | Lutfi Kolgjini      |
| 2016 | Copenhagen Cup                             | Your Highness       | Fabrice Souloy      |
| 2016 | Gran Premio d'Europa                       | Timone Ek           | Fabrice Souloy      |
| 2016 | Åby Stora Pris                             | Un Mec d'Héripré    | Fabrice Souloy      |
| 2016 | Norskt Travkriterium                       | Shocking Superman   | Björn Goop          |
| 2017 | Grand Critérium de Vitesse                 | Timoko              | Richard Westerink   |
| 2017 | Elitloppet                                 | Timoko              | Richard Westerink   |
| 2017 | Europeiskt championat för ston             | I Love Paris        | Björn Goop          |
| 2017 | Europeiskt treåringschampionat             | Vamp Kronos         | Jerry Riordan       |
| 2018 | Prix d'Amérique                            | Readly Express      | Timo Nurmos         |
| 2018 | Norrbottens Stora Pris                     | Makethemark         | Petri Salmela       |
| 2018 | Stochampionatet                            | Mellby Free         | Björn Goop          |
| 2018 | Hugo Åbergs Memorial                       | Up and Quick        | Antoine Lhérété     |
| 2018 | Danskt Travderby                           | Chock Nock          | Steen Juul          |
| 2018 | Europeiskt treåringschampionat             | Face Time Bourbon   | Sébastien Guarato   |
| 2018 | Breeders' Crown, 4-åriga ston              | Mellby Free         | Björn Goop          |
| 2018 | Critérium des 3 ans                        | Face Time Bourbon   | Sébastien Guarato   |
| 2019 | Prix de France                             | Readly Express      | Timo Nurmos         |
| 2019 | Prix de Sélection                          | Face Time Bourbon   | Sébastien Guarato   |
| 2019 | Grand Critérium de Vitesse                 | Readly Express      | Timo Nurmos         |
| 2019 | Finlandialoppet                            | Readly Express      | Timo Nurmos         |
| 2019 | Prix René Ballière                         | Bold Eagle          | Sébastien Guarato   |
| 2019 | Europeiskt treåringschampionat             | Ecurie D.           | Frode Hamre         |
| 2019 | Grand Prix l'UET                           | Face Time Bourbon   | Sébastien Guarato   |
| 2019 | Critérium des 3 ans                        | Gunilla d'Atout     | Sébastien Guarato   |
| 2019 | Critérium Continental                      | Face Time Bourbon   | Sébastien Guarato   |
| 2020 | Prix d'Amérique                            | Face Time Bourbon   | Sébastien Guarato   |
| 2020 | Prix de Sélection                          | Face Time Bourbon   | Sébastien Guarato   |
| 2020 | Prix René Ballière                         | Face Time Bourbon   | Sébastien Guarato   |
| 2020 | Kymi Grand Prix                            | Vitruvio            | Björn Goop          |
| 2020 | Grand Prix de Wallonie                     | Face Time Bourbon   | Sébastien Guarato   |
| 2020 | Åby Stora Pris                             | Moni Viking         | Björn Goop          |
| 2020 | Svenskt Trav-Oaks                          | Eagle Eye Sherry    | Björn Goop          |
| 2020 | Critérium des 5 ans                        | Face Time Bourbon   | Sébastien Guarato   |
| 2020 | Prix de l'Étoile                           | Face Time Bourbon   | Sébastien Guarato   |
| 2020 | Breeders' Crown, 3-åriga ston              | Eagle Eye Sherry    | Björn Goop          |
| 2021 | Prix d'Amérique                            | Face Time Bourbon   | Sébastien Guarato   |
| 2022 | Åby Stora Pris                             | Moni Viking         | Björn Goop          |
| 2022 | Jubileumspokalen                           | San Moteur          | Björn Goop          |
| 2022 | E3-final (korta), hingstar/valacker        | Following           | Stefan Melander     |
| 2022 | Sundsvall Open Trot                        | Moni Viking         | Björn Goop          |
| 2023 | Svenskt Travkriterium                      | Fame and Glory      | Timo Nurmos         |

## Bildgalleri

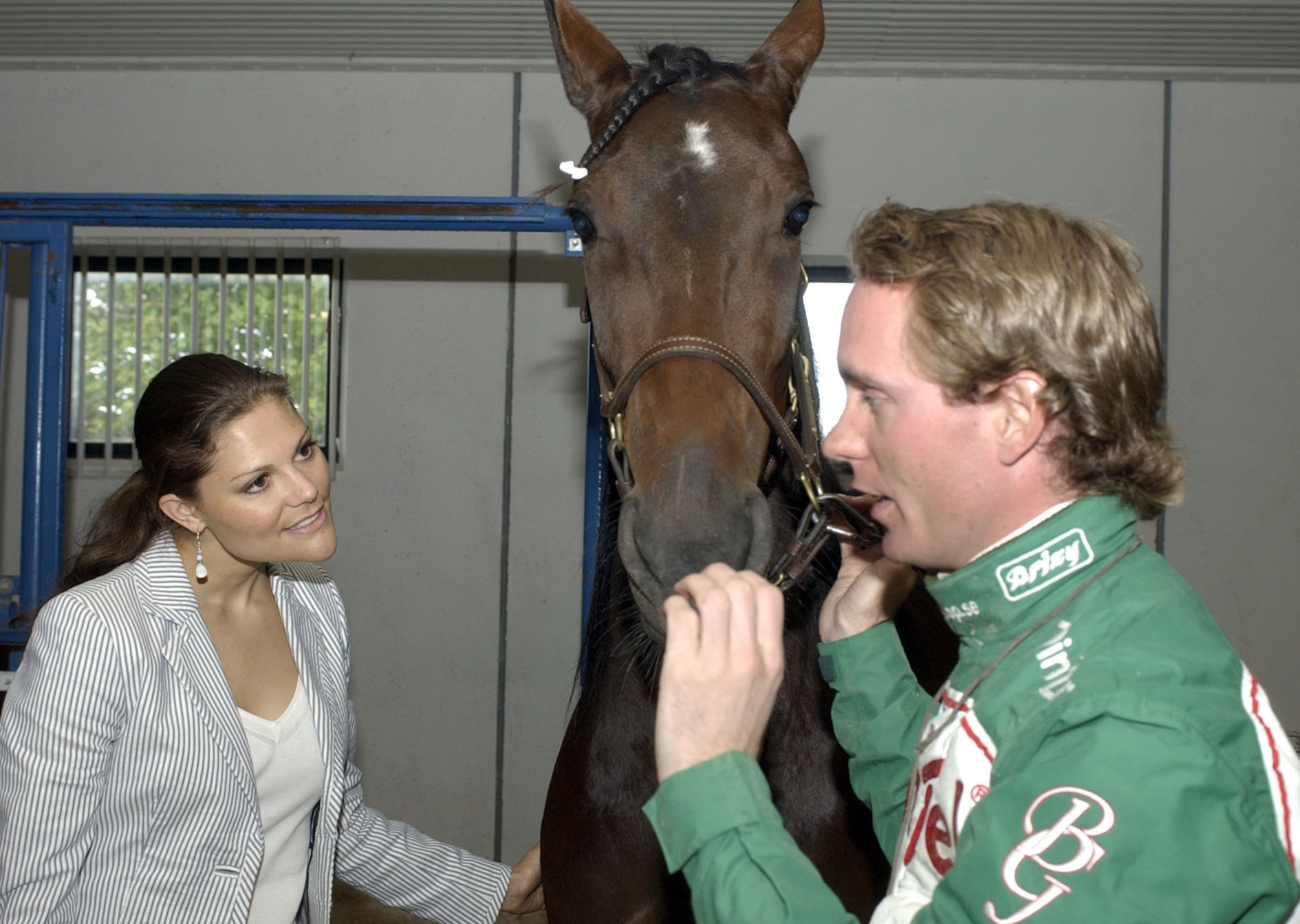
Goop och Kronprinsessan Victoria, 2006.
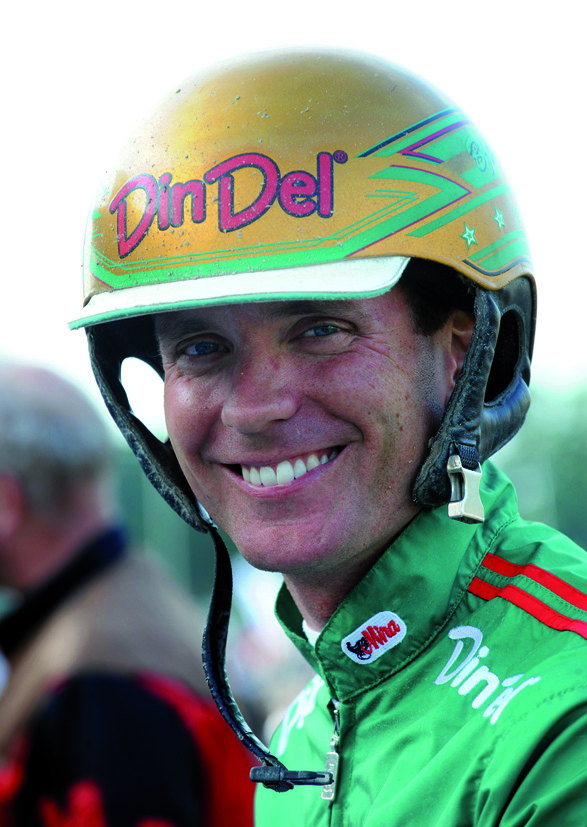
Goop 2011.
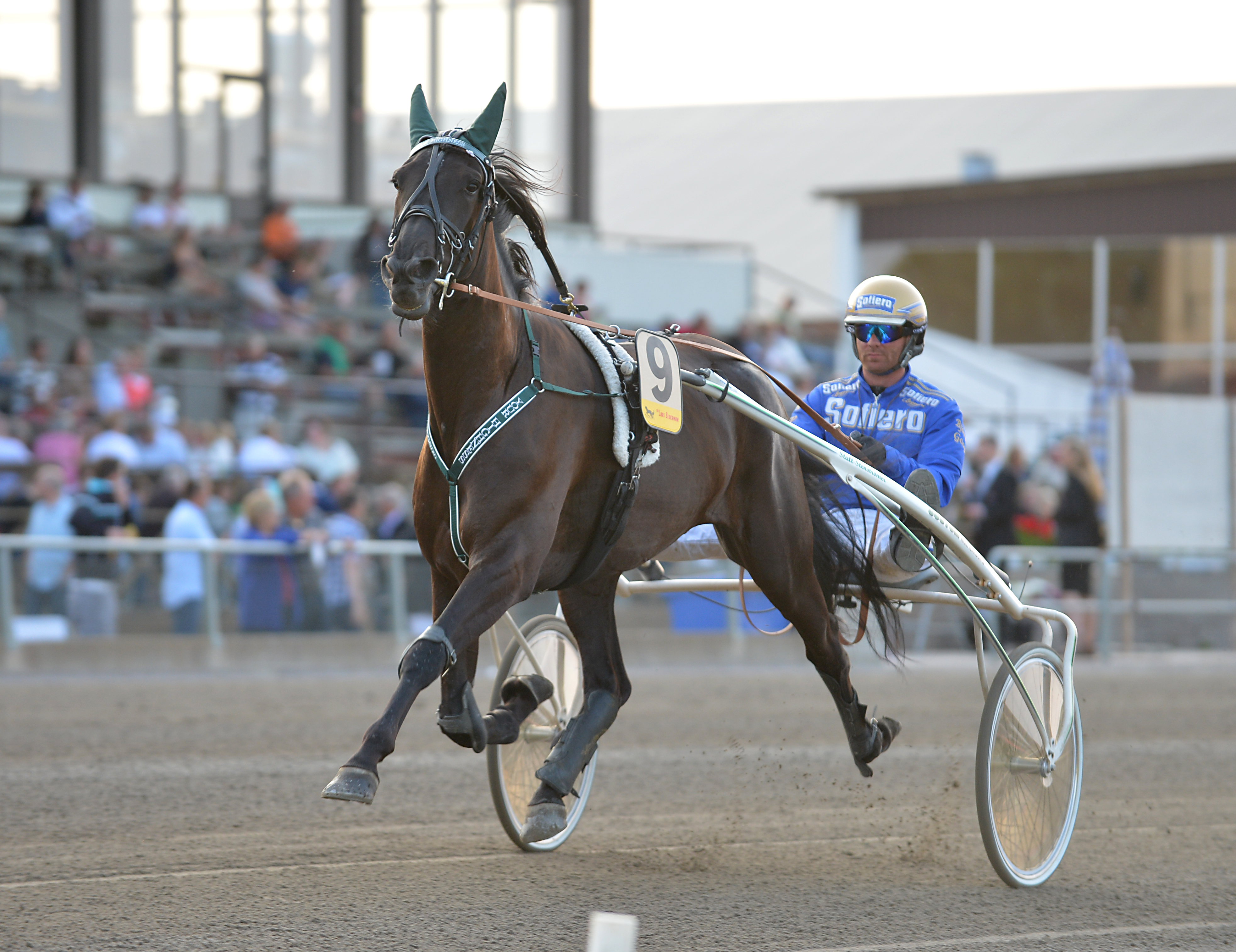
Goop och Your Highness sommaren 2013.
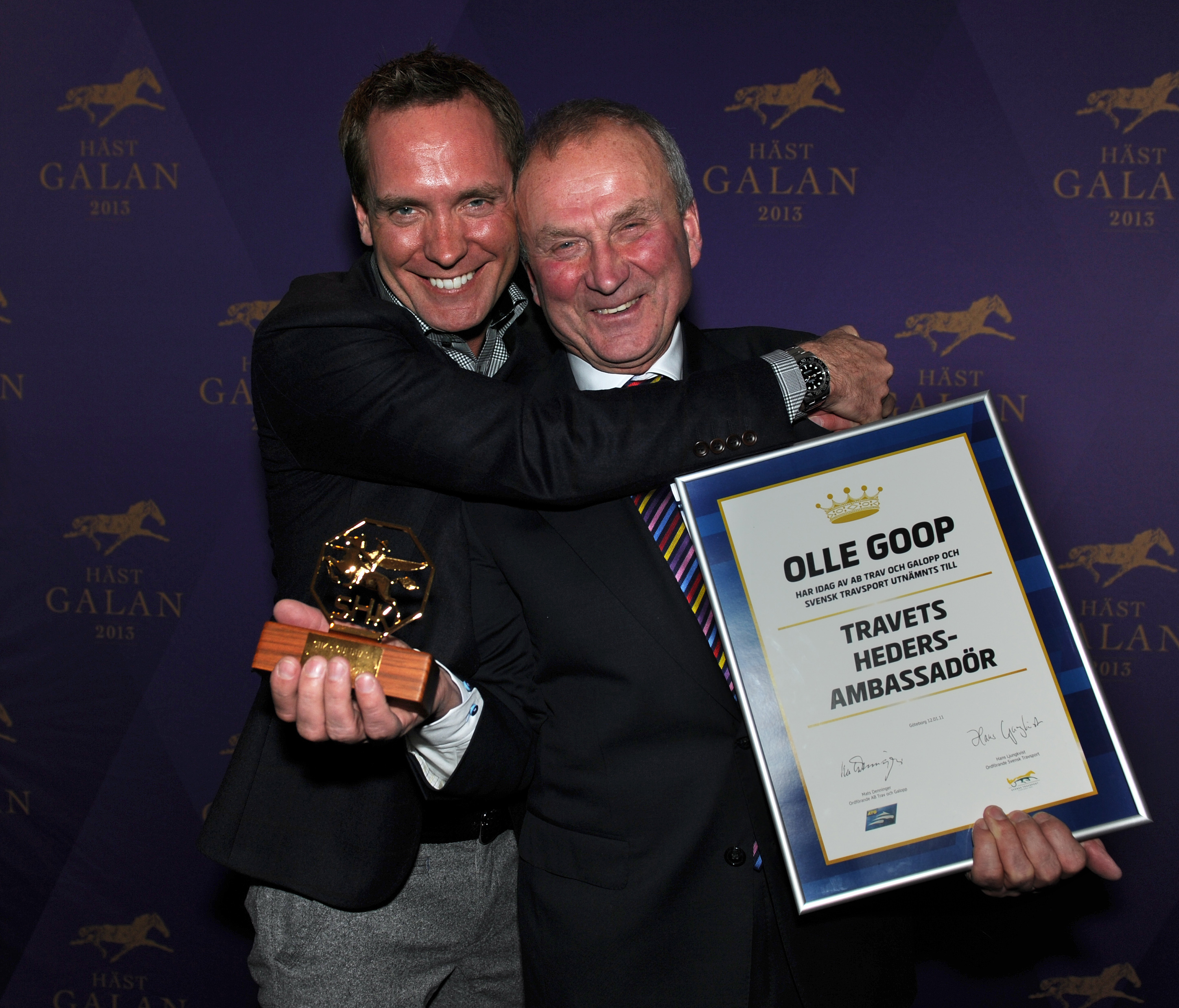
Björn och Olle Goop på Hästgalan 2013.
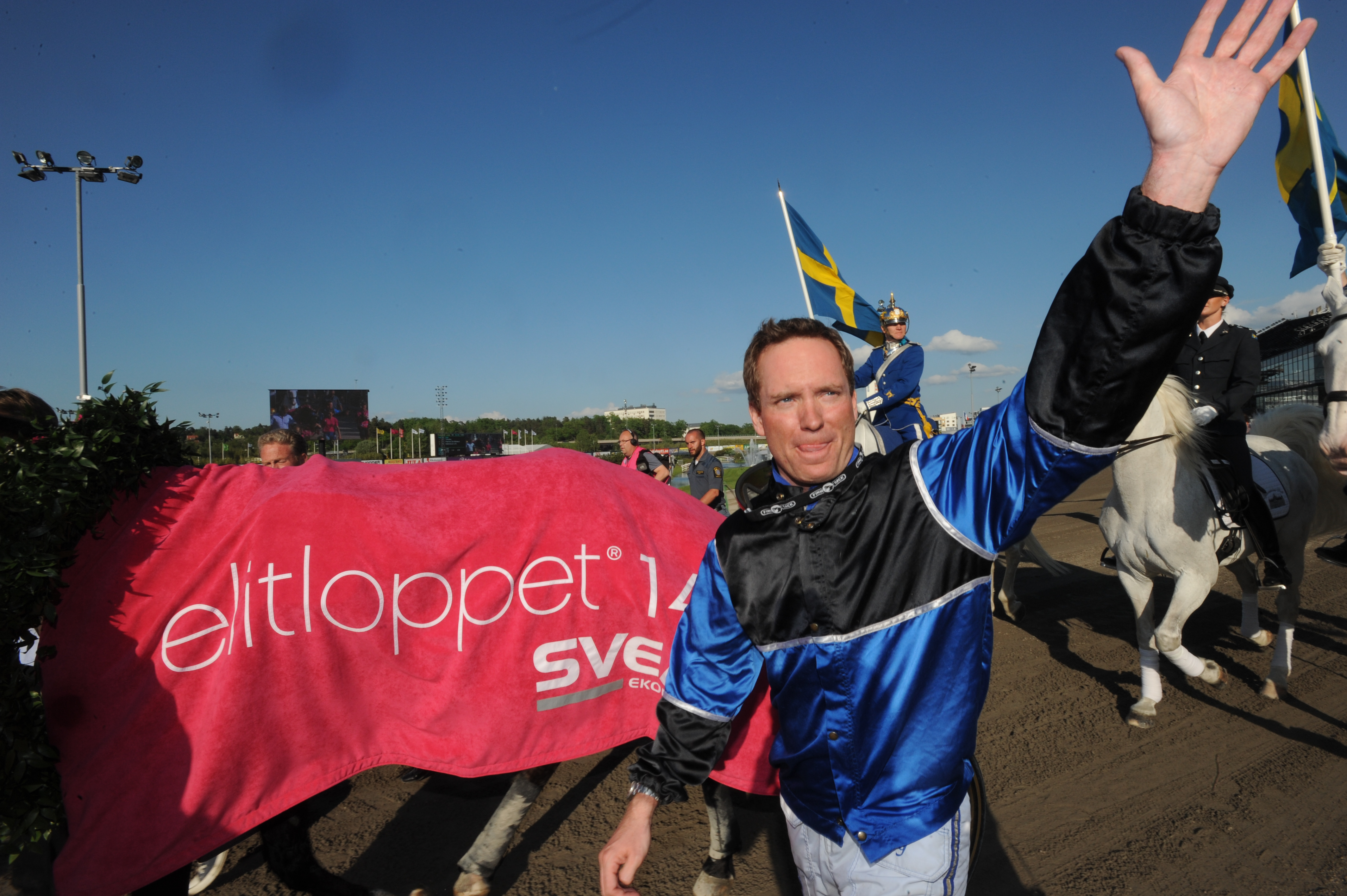
Goop efter segern i Elitloppet 2014.
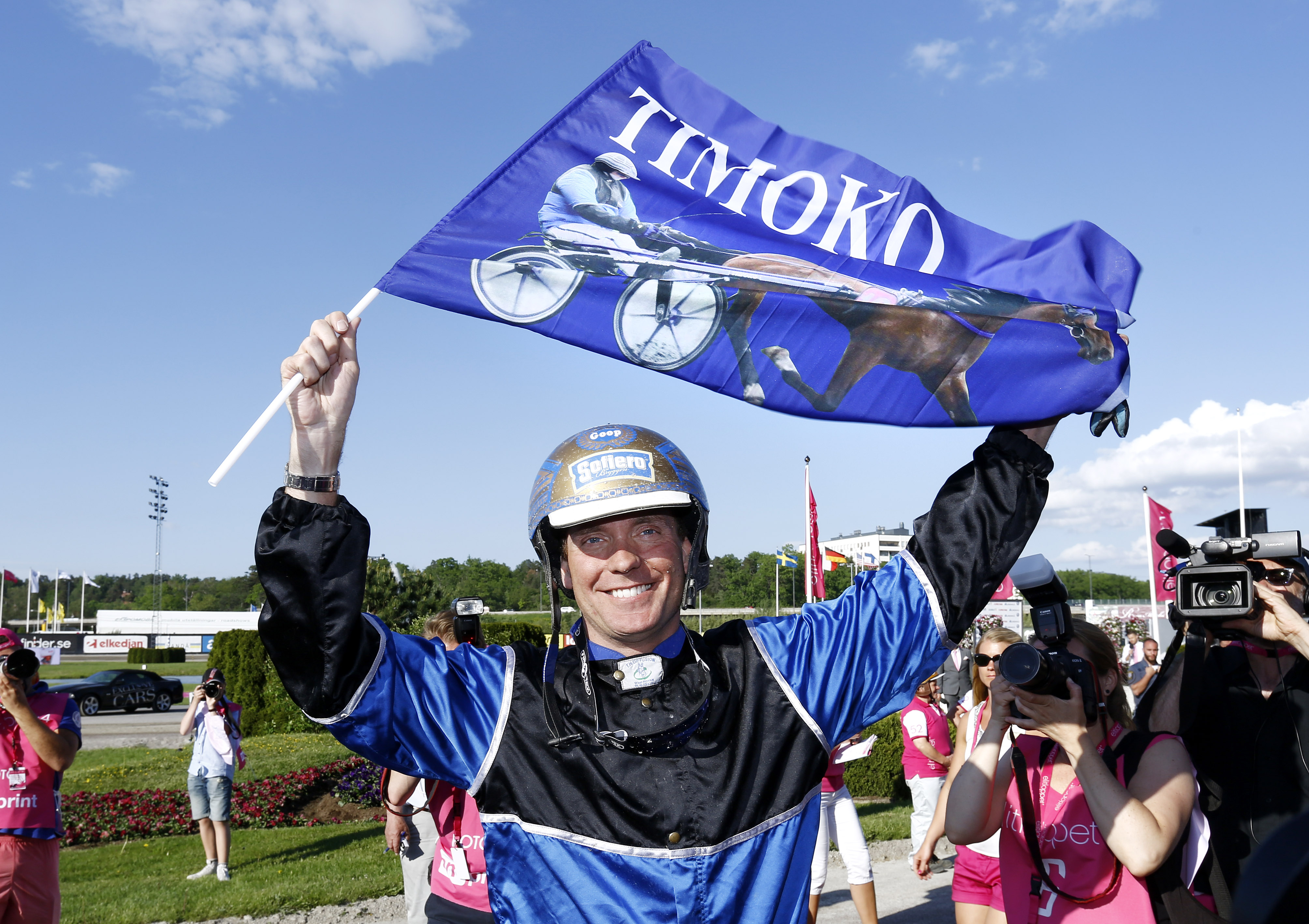
Goop med en Timoko-flagga efter segern i Elitloppet 2014.
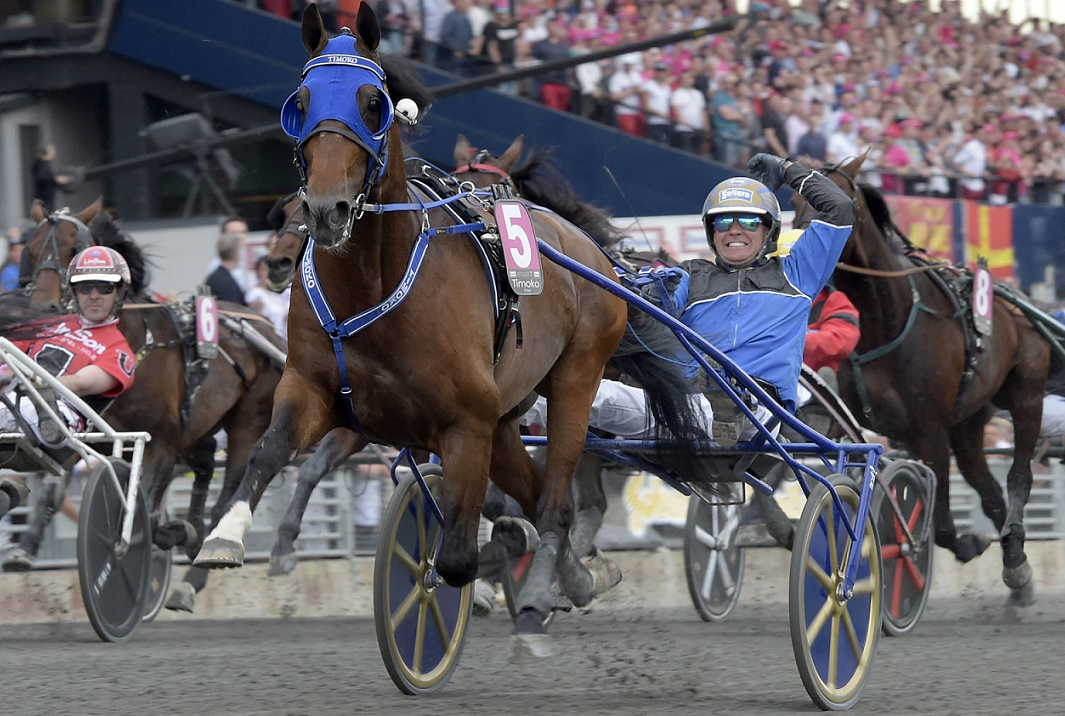
Goop vid segern med Timoko i Elitloppet 2017.
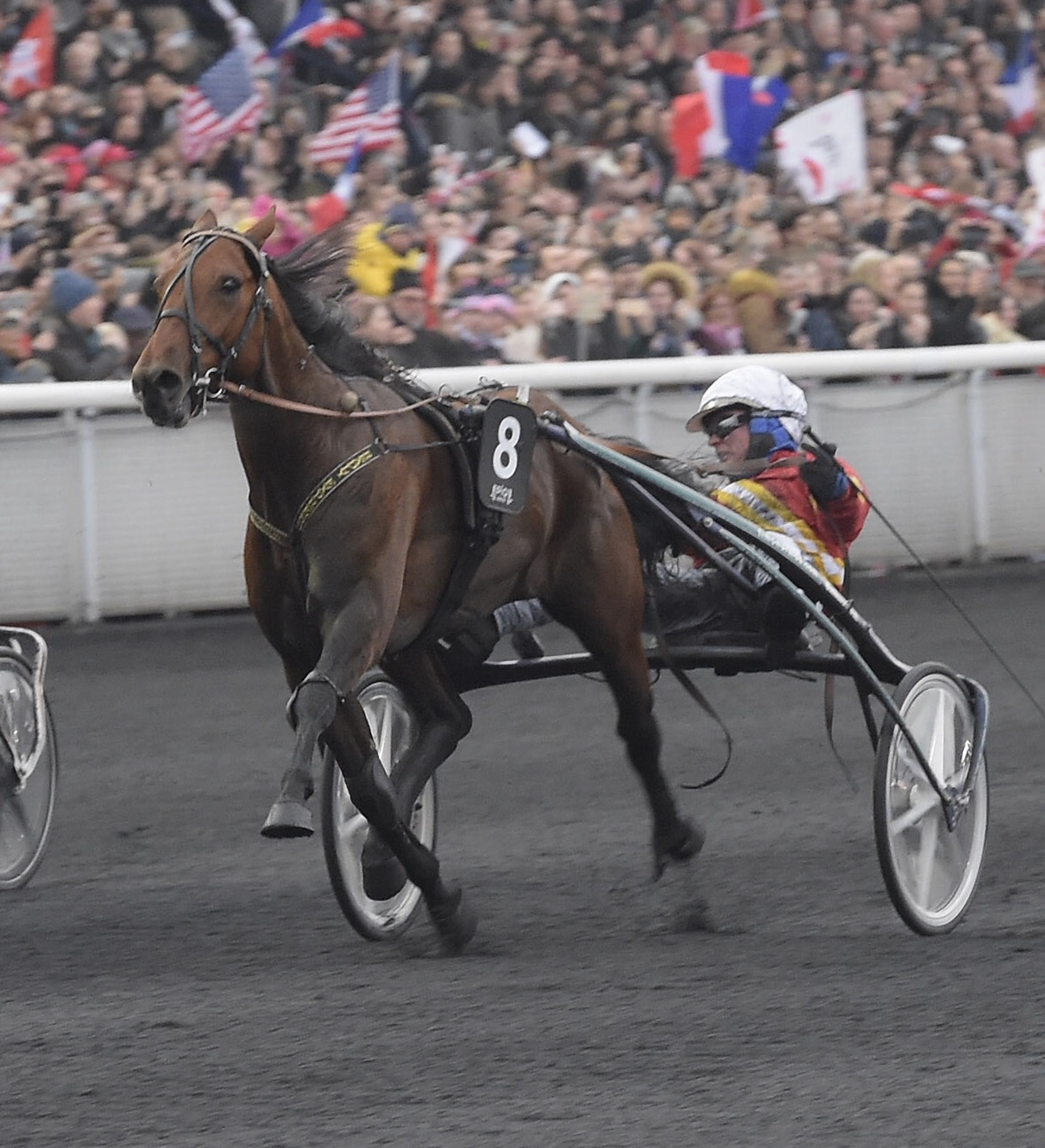
Goop och Readly Express vinner Prix d'Amérique 2018.